# 中國賽特
中國賽特集團有限公司，簡稱中國賽特（英語：China Saite Group Company Limited，港交所除牌前：0153.HK）是一家曾於香港聯合交易所掛牌上市的綜合性鋼結構及預製構件建築解決方案供應商， 總部位於中國江蘇省宜興市，為江蘇省70家一級鋼結構工程專業承包商之一，同時承接預製構件建築項目，公司自2020年6月停牌，到2022年正式被除牌。

## 2013年上市
公司於2013年啓動上市，10月22日至10月25日期間招股，招股價介乎1.03元至1.25元，每手2000股，入場費2525.21元，共發行4億股，當中10%作公開發售，集資最多5億元，另有15%超額配股權，星展亞洲融資和金英證券為保薦人。
10月31日，公司公佈以招股價下限1.03元定價，股份在港公開發售部分錄得 14.51倍超額認購。於11月1日在港交所主板掛牌。

## 簡介
2013年 - 2014年3月17日公佈截至12月底止全年業績，股東應佔盈利2.94億元(人民幣，下同)，按年增長44.25%，每股基本盈利23.21分，建議派末期息5.5分。期內，收入增長36.17%至14.27億元。
2019年9月23日，中國賽特公布，全資附屬江蘇賽特與江蘇泰隆減速機公司，就於泰興高新技術產業開發區建設傳動機械科技產業園工程項目訂立建設工程施工合同，合同的總代價應為約1.34億元人民幣(相當於約1.48億港元)，包括建設及工程作業成本以及建設傳動機械科技產業園項目的其他臨時開支。該傳動機械科技產業園項目的施工期自9月20日至2020年4月20日，為期210天。
2020年6月22日，中國賽特開始停牌。根據《上市規則》第6.01A條，若該公司未能於2021年12月21日或之前復牌，聯交所可將該公司除牌，結果中國賽特未能於2021年12月21日或之前履行復牌指引，於2022年1月14日，上市委員會決定將公司除牌。
不過於2022年1月21日，中國賽特要求上市覆核委員會覆核除牌決定。到同年5月10日，覆核委員會仍然維持除牌決定。隨後中國賽特未有放棄，於5月31日，公司向香港高等法院提出司法覆核，但在11月3日，公司放棄覆核，最後聯交所於2022年11月16日上午9時起取消中國賽特的上市地位。

## 連結
- 中國賽特集團有限公司官方網站（页面存档备份，存于）